# كورنثيا الخرطوم

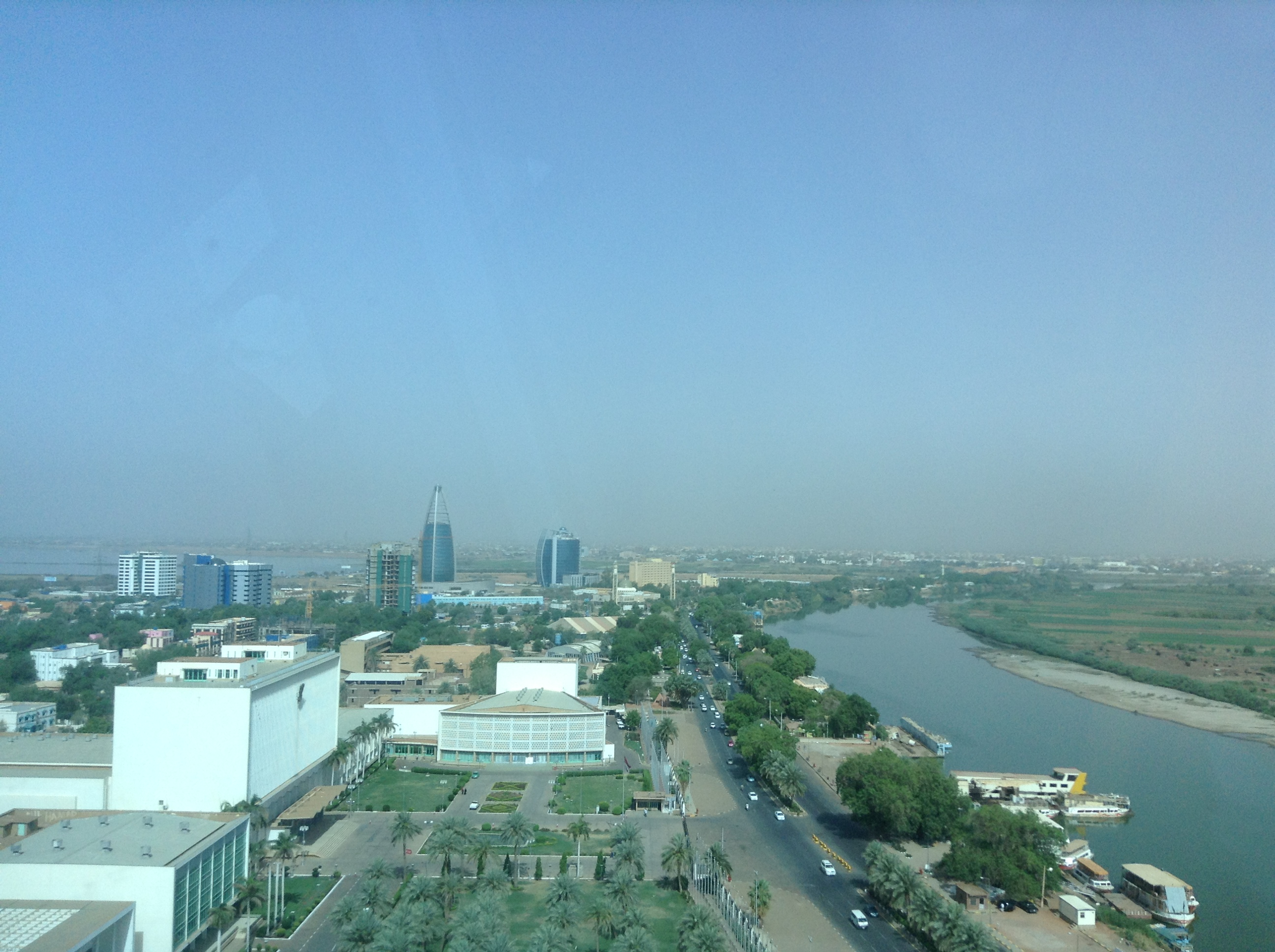
منظر من أعلى الفندق

كورنثيا الخرطوم فندق من فئة خمسة نجوم يقع في وسط العاصمة السودانية الخرطوم عند التقاء فرعي النيل الأبيض والنيل الأزرق، الفندق مملوك للحكومة الليبية وتديره شركة كورنثيا.

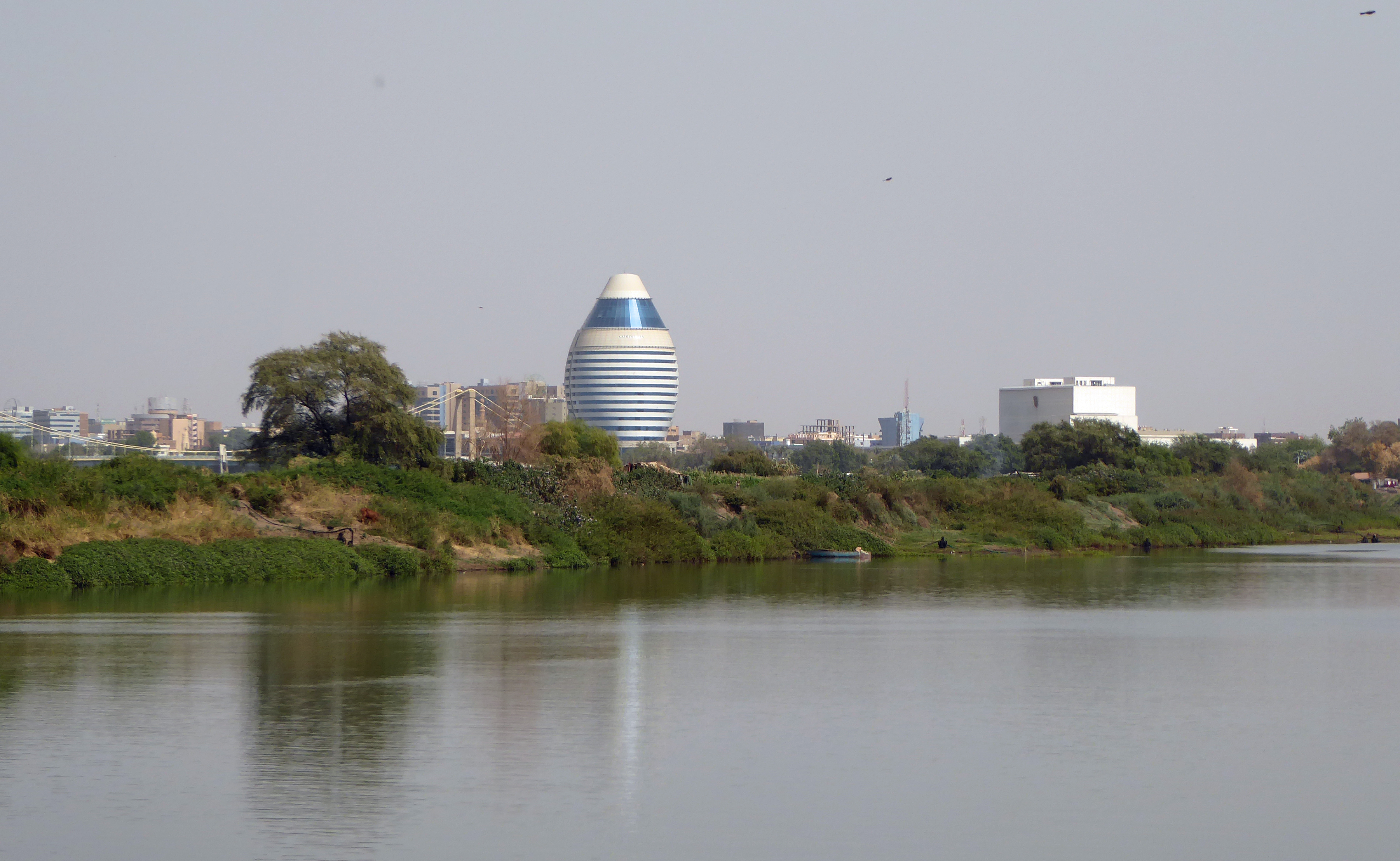
فندق كورنثيا الخرطوم

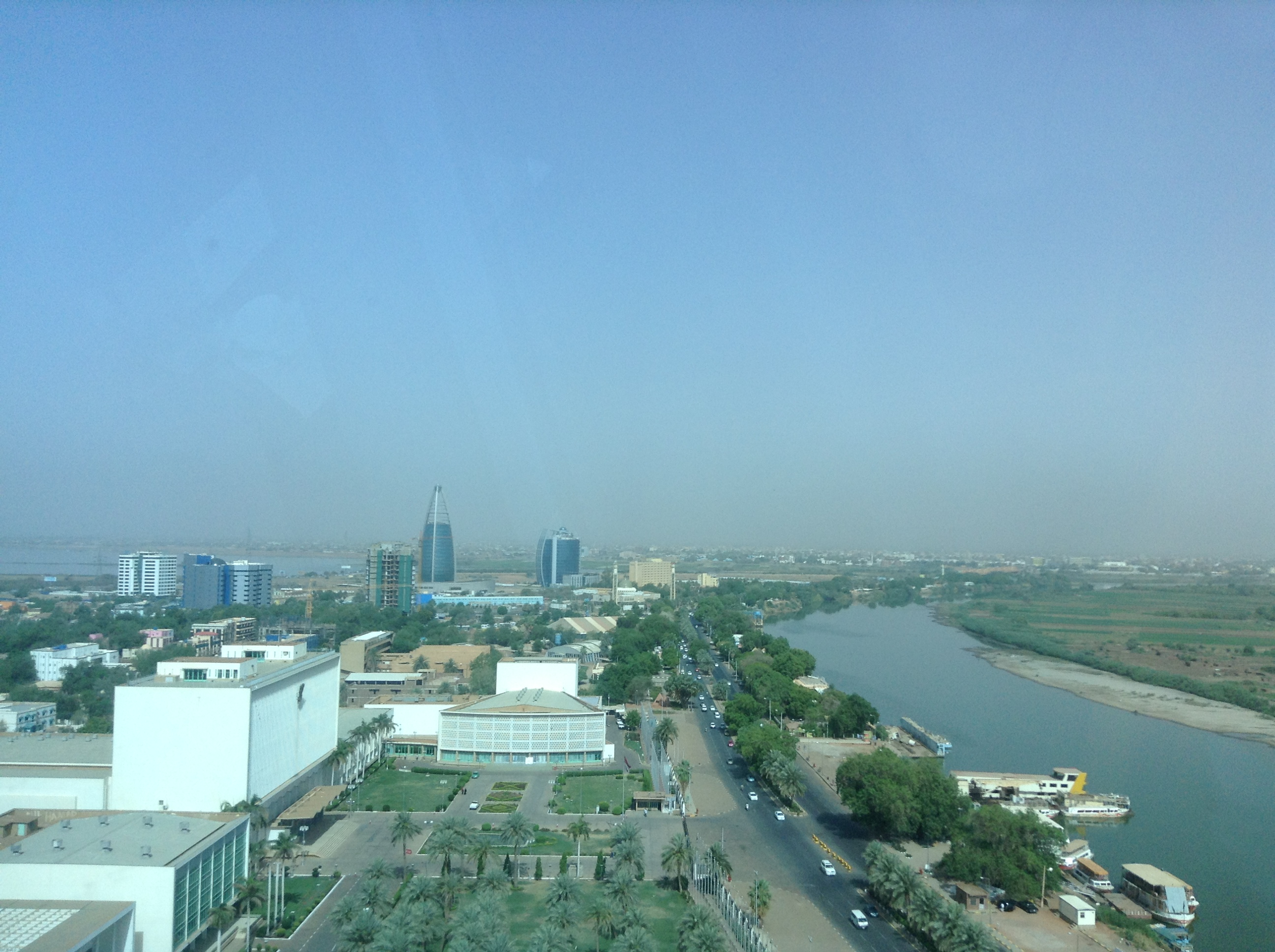
منظر جوي للخرطوم من فندق كورنثيا

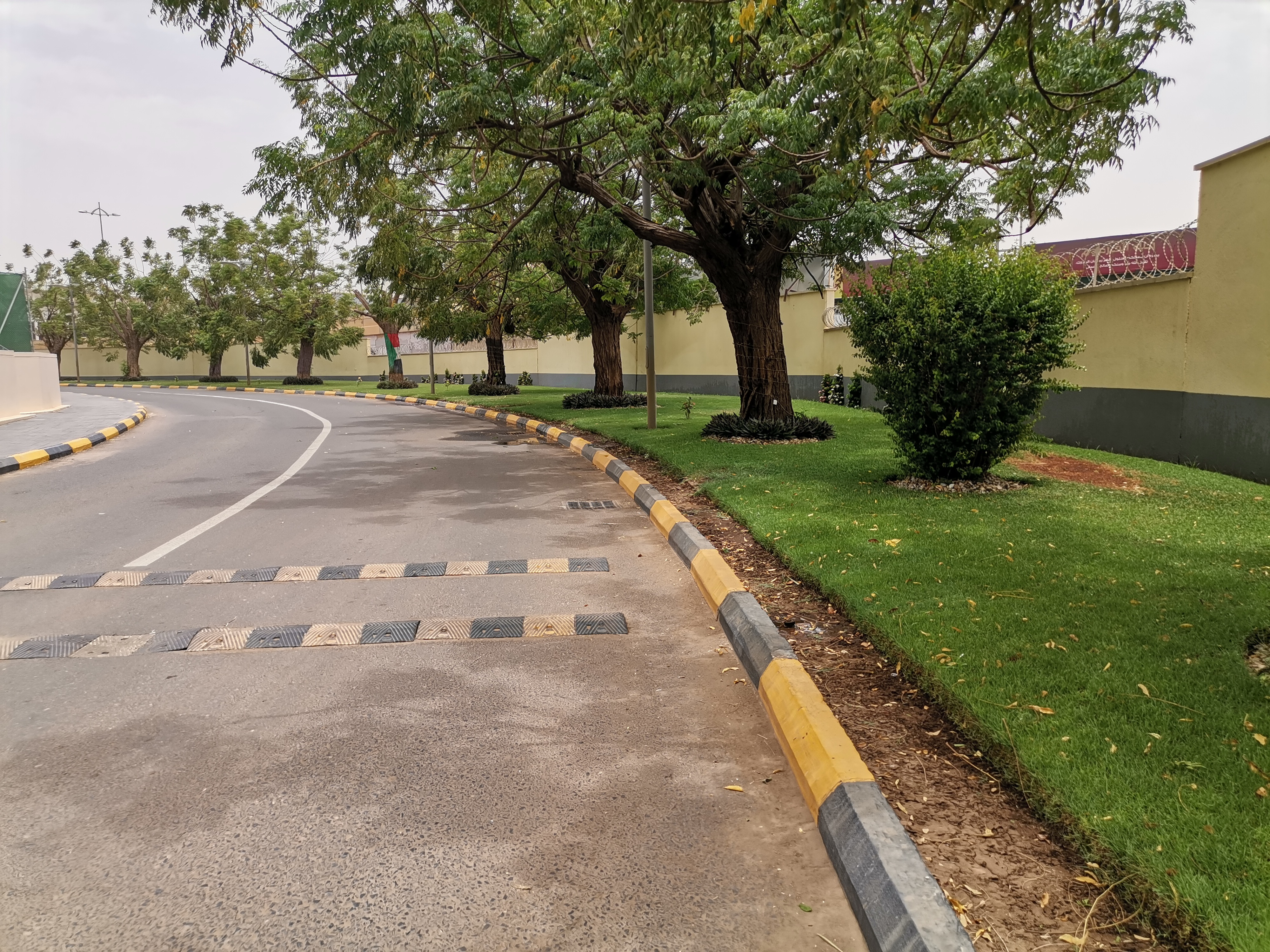
الصباح من داخل فندق كورنثيا الخرطوم

## تاريخ الفندق
افتتح الفندق في 17 أغسطس 2008 تحت اسم برج الفاتح ثم غير الاسم لاحقا إلى كورنثيا الخرطوم، يتألف الفندق من 18 طابقا وبه 173 غرفة 57 جناحا جميعها تطل على النيل. وبه ستة مطاعم ومقاهي إضافة إلى ناد رياضي وناد صحي وملاعب للتنس والاسكواش. تم بنائه وتجهيزه بتمويل من قبل الحكومة الليبية بقيمة اجمالية بلغت 130 مليون يورو.

## معرض الصور

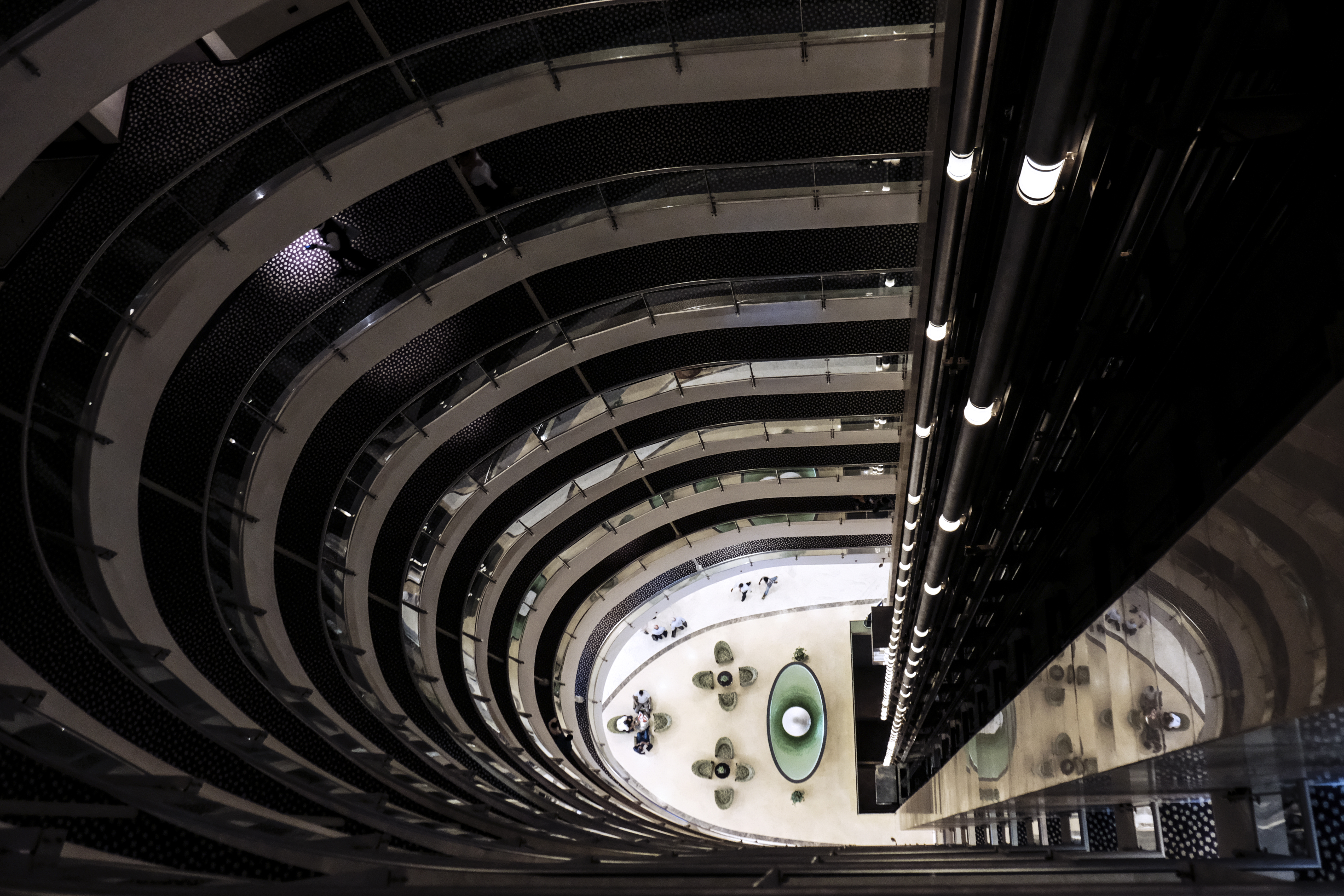
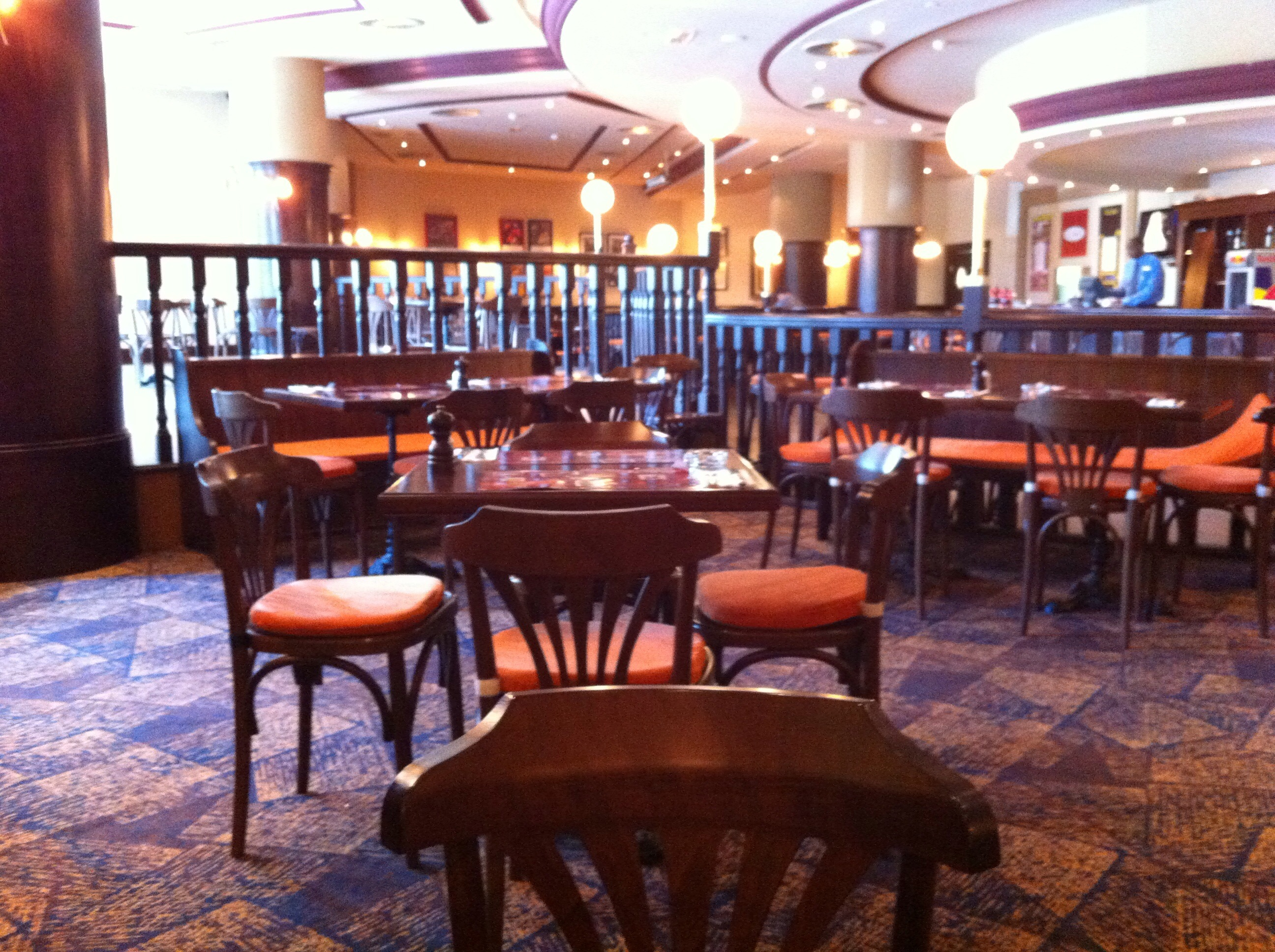

## وصلات خارجية
- موقع الفندق على الإنترنت
- موقع الفندق على الإنترنت